# Ballinderry Shamrocks GAC
Le Ballinderry Shamrocks GAC (en irlandais : Baile an Doire na Seamróga CLG) est un club sportif de l’association athlétique gaélique (GAA), situé à Ballinderry dans le comté de Derry en Irlande du Nord. Il est fondé en 1926.
Le club remporte un titre de champion d'Irlande des clubs en 2002, ainsi que trois titres de champion d'Ulster en 1981, 2001 et 2013.
Il compte des sections de football gaélique et de camogie dans toutes les catégories d'âges.

## Palmarès
- All-Ireland Senior Club Football Championship : 1
  - 2002[1]
- Ulster Senior Club Football Championships : 3
  - 1981, 2001, 2013[2]
- Derry Senior Football Championships : 12
  - 1927, 1974, 1980, 1981, 1982, 1995, 2001, 2002, 2006, 2008, 2011, 2012[3], 2013[4]

### Effectif actuel
| N° | Nom                 | Poste                   | Âge |
| 1  | Michael Conlan      | Gardien de but          |     |
| 2  | Ryan Scott          | Arrière droit           |     |
| 3  | Conor Nevin         | Arrière central         |     |
| 4  | Michael McIver      | Arrière gauche          |     |
| 5  | Raymond Wilson      | Demi-défensif droit     |     |
| 6  | Gareth McKinless    | Demi-défensif central   |     |
| 7  | Darren Lawn         | Demi-défensif gauche    |     |
| 8  | Kevin McGuckin      | Milieu                  |     |
| 9  | James Conway        | Milieu                  |     |
| 10 | Daniel McKinless    | milieu offensif droit   |     |
| 11 | Kevin Moss McGuckin | Milieu offensif central |     |
| 12 | Dermot McGuckin     | Milieu offensif gauche  |     |
| 13 | Conor Devlin        | Ailier droit            |     |
| 14 | Ryan Bell           | Avant-centre            |     |
| 15 | Conleith Gilligan   | Ailier gauche           |     |
|    | Raymond Wilkinson   | remplaçant              |     |
|    | Aaron Devlin        | remplaçant              |     |
|    | Enda Muldoon        | remplaçant              |     |
|    | Darren Conway       | Avant-centre            |     |

- composition de l'équipe lors de la finale du championnat d'Ulster, le 1er décembre 2013.

### Staff technique
- Martin McKinless (Bainisteoir) Manager-entraineur

## Joueurs marquants

### Football
- Declan Bateson (membre de l'équipe de Derry vainqueur du All-Ireland 1993)
- Enda Muldoon (joueur All-Star de Derry en 2004)
- Kevin McGuckin (joueur de Derry entre 2002 et 2012)
- Conleith Gilligan (joueur de Derry entre 1999 et 2012)
- James Conway (joueur actuel de Derry)
- Niall McCusker (actuel vice-capitaine de Derry)
- Coilin Devlin (joueur actuel de Derry)